# 內索登
內索登（挪威語：Nesodden）是挪威阿克什胡斯郡的市镇，行政中心为內索唐恩。市镇面积为61平方公里，人口数量为16,541人（2006年）。

## 历史
內索登教区在1838年1月1日成立为市镇。1915年7月1日市镇一部分析出为一个新的市镇奧珀戈爾。